# Trixagus carinicollis
Trixagus carinicollis là một loài bọ cánh cứng trong họ Throscidae. Loài này được Schaeffer miêu tả khoa học năm 1916.